# Fara Novarese
Fara Novarese est une commune italienne d'environ 2 100 habitants, située dans la province de Novare, dans la région du Piémont, dans le nord-ouest de l'Italie.
Elle est située à 80 km au nord-est de Turin et à 15 km au nord-ouest de Novare.

## Histoire
Fara est un terme d'origine Lombard indiquant un groupe composé de familles et d'individus apparentés, dans lequel les personnes étaient divisées. L'organisation des Lombards était faite pour créer de véritables corps politiques et militaires, dont le nom indiquait également le territoire habité par le groupe. 
La dévotion à Santa Fara était également forte comme en témoignent les différentes municipalités qui portent toujours ce nom en Italie aujourd'hui.

## Économie
Le vignoble de Fara produit un vin rouge de qualité.

## Monuments et patrimoine
La commune possède quelques monuments religieux, civils et militaires, parmi lesquels l'église saints Pierre et Paul (it), l'église des saints Fabien et Sébastien (it) et l'église della Beata Vergine Addolorata (it).

### Communes limitrophes
Barengo, Briona, Carpignano Sesia, Cavaglio d'Agogna, Sizzano